# Principio de proporcionalidad
El principio de proporcionalidad responde a la idea de evitar una utilización desmedida de las sanciones que conllevan una privación o una restricción de la libertad; para ello se limita su uso a lo imprescindible, que no es otra cosa que establecerlas e imponerlas exclusivamente para proteger bienes jurídicos valiosos.
Encuentra su justificación en distintos preceptos de la Constitución Española, aunque no lo recoja expresamente: el art. 1 donde se proclama el Estado de derecho y el valor superior de la libertad, el art. 10.1 donde se proclama la dignidad de la persona, el libre desarrollo de la personalidad, etc. Estos artículos configuran el estatuto básico del ciudadano y, por tanto, solo se pueden limitar en casos excepcionales. Al relacionarlo con estos artículos hace que el principio de proporcionalidad tenga rango constitucional, lo cual hace que pueda ser apelado en un recurso de amparo. A su vez, el artículo se sitúa en el Código civil, de la Constitución Europea redactada en 1999.

## Significado y contenido
El principio de proporcionalidad suele estudiarse desde dos sentidos, el amplio y el estricto, pero este último se encuentra recogido dentro del primero. Por tanto, la proporcionalidad en sentido amplio engloba tres exigencias:
1. La exigencia de adecuación a fin: implica que bien el juez o el legislador tiene que elegir la medida o sanción que sea adecuada para alcanzar el fin que la justifica. Para ello han de tener en cuenta el bien jurídico que se tutele. La pena óptima ha de ser cualitativa y cuantitativamente adecuada al fin.
2. La exigencia de necesidad de pena: si se impone una pena innecesaria se comete una injusticia grave, para que la pena sea necesaria tiene que darse tres requisitos: (los últimos dos dirigidas sobre todo al legislador, al juez solo en la medida en que tiene que individualizar).
  - La exigencia de menor injerencia posible o de intervención mínima: es decir, la sanción que se imponga ha de ser la menos grave posible de las que tengamos a disposición. Este requisito ha de exigirse tanto en el momento de la culminación de la pena abstracta (o determinación en abstracto de la pena, por ejemplo: 10 a 15 años) como en la fijación de la pena en concreto (11 años).
  - La exigencia de fragmentariedad: lo que significa que al legislador penal no le compete castigar todos los delitos sino solo aquellos que vayan contra bienes jurídicos susceptibles de protección penal y que solo se recurre al DP frente a los ataques más graves e intolerables.
  - La exigencia de subsidiariedad: quiere decir que el Derecho Penal solo ha de intervenir de manera residual, cuando se demuestre que el resto de mecanismos del ordenamiento jurídico han fracasado en la tutela de un bien jurídico agredido. En primera instancia nunca debe intervenir el Derecho Penal, solo en ultima ratio.
3. La proporcionalidad en sentido estricto: se exige básicamente al juez para que este realice un juicio de ponderación o valoración donde valore la carga o gravedad de la pena (la cual tiene que  venir dada por determinados indicios: gravedad conducta, bien a proteger, etc.) y el fin que persigue con esa pena.